# Shantel Krebs

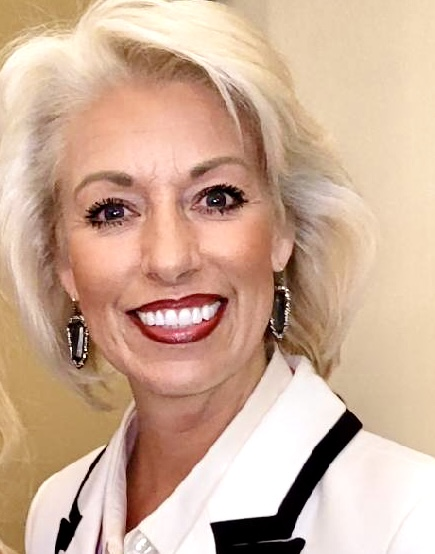
Shantel Krebs (2022)

Shantel Swedlund Krebs (* 28. April 1973 in De Smet, South Dakota) ist eine US-amerikanische Unternehmerin und Politikerin (Republikanische Partei).

## Werdegang
Shantel Swedlund ist die vierte Generation in South Dakota. Sie wuchs auf einer Farm in der Nähe von Arlington im Kingsbury County auf. Die Familie baute Feldfrüchte an. Daneben arbeitete ihr Vater als LKW-Fahrer und gründete ein eigenes Unternehmen hinsichtlich des Transports von Getreide und Rindern. Dabei machte ihre Mutter die Buchhaltung. Ihre Eltern vermittelten ihr schon früh in ihrem Leben den Wert harter Arbeit und der Rechenschaftspflicht für die erledigten Aufgaben, was sie für ihr späteres Leben prägte. Ihr Arbeitsalltag auf der Farm sah damals folgendermaßen aus: früh aufstehen, so hart arbeiten, wie man kann, sich um die eigenen Angelegenheiten kümmern, seine Gebete sprechen, eine gute Nachtruhe bekommen und am nächsten Tag das gleiche von vorn beginnen. Der unternehmerische Geist wurde ihr früh eingeflößt. Ihr erstes Unternehmen betrieb sie bereits im Alter von zehn Jahren. Sie erwarb einen gebrauchten Schiebemäher von ihrem Bruder und verdiente in der Folgezeit 4 Dollar pro Yard mit dem Rasenmähen. Dabei lernte sie ihre Ausgaben zu bezahlen und sich an das Budget ihrer Mutter zu halten. Viele ihrer Kunden luden sie auch zu Cookies ein. Später arbeitete sie, wie ihre Schwester, als Kellnerin im City Cafe in Arlington, um ihre Ausbildung zu bezahlen. Sie war das erste Mitglied in ihrer Familie, welches einen Abschluss an einem College machte. Ihre Eltern vermittelten ihr, dass die Chancen in einem Leben einem nicht einfach gegeben werden. Man muss rausgehen und sie sich verdienen. Nach ihrem Abschluss an der High School erwarb sie einen Bachelor of Science in Business Administration an der University of South Dakota in Vermillion (Clay County). Im Jahr 1997 wurde sie zu Miss South Dakota gewählt.
In der Folgezeit interviewte sie ein lokaler Fernsehmoderator namens Mitch Krebs. Er war ein Saxophonspieler, wie sie selbst. Beide wurden darum gebeten gemeinsam bei einer Wohltätigkeitsveranstaltung zu spielen. Einige Monate später waren sie verlobt und heirateten dann im Juli 1999.
Swedlund war im Gesundheitswesen, in der Wirtschaftsberatung und als Unternehmerin tätig. Sie besaß und betrieb zwei Unternehmen in Sioux Falls. Von 2005 bis 2010 betrieb sie The Red Shoe. Dann war sie von 2009 bis 2010 als Verkaufsberaterin für Old Gringo tätig. Seit 2010 betreibt sie das Beratungsunternehmen Milo Belle Consultants, LLC. mit Geschäfts- und Einzelhandelskunden in den Vereinigten Staaten und Kanada.
Swedlund verfolgt auch eine politische Laufbahn. Im Jahr 2002 kandidierte sie für einen Sitz im Repräsentantenhaus von South Dakota. Von 2004 bis 2010 saß sie im Repräsentantenhaus von South Dakota und von 2010 bis 2015 im Senat von South Dakota. Während dieser Zeit war sie von 2010 bis 2015 Majority Whip im Senat von South Dakota. Bei den Wahlen im Jahr 2014 wurde sie zum 28. Secretary of State von South Dakota gewählt. Im Januar 2015 trat sie ihren neuen Posten an. Am 14. März 2017 kündigte sie ihre Kandidatur für den at-large-Kongresssitz von South Dakota im US-Kongress bei den Wahlen im Jahr 2018 an. Dabei wird sie gegen den früheren Commissioner von der South Dakota Public Utilities Commission und früheren Stabschef Dusty Johnson antreten, der in der Administration von Gouverneur von South Dakota Dennis Daugaard diente.
In ihrer Freizeit geht sie Freiwilligenarbeit nach, reitet, geht jagen und erkundet South Dakota. Sie lebt derzeit mit ihrem Ehemann auf einer kleinen Ranch in Fort Pierre (Stanley County).